# Louis Ruquoy
Le baron Louis Ruquoy (Frasnes-lez-Buissenal, 3 novembre 1861 - Braine-l'Alleud, 24 janvier 1937), plus connu comme le général Ruquoy est un général de l'armée belge qui a participé à la Première Guerre mondiale. En récompense de ses éminents services durant la guerre 14-18, le général Ruquoy est créé baron en 1924 par le roi Albert Ier.

## Biographie
Louis Hubert Ruquoy (aussi orthographié Rucquoy) est le fils de Louis Rucquoy, brigadier de gendarmerie, et de Marie Vigneron.
Il se marie le 1er février 1897, avec Alice Koopmans (décédée à Charleroi en mai 1906), qui lui donne une fille, Irène, née en 1894 et un fils, Pierre, né en 1898. Ce dernier, lieutenant au 3e Chasseurs à Pied, sera tué dans les tranchées, à Boezinge, le 26 décembre 1916. À la suite du décès de son épouse, il se remarie le 7 août 1907 avec Eugénie Cobaux, fille d'Eugène Cobaux, directeur de l'enseignement à Charleroi.

### Carrière militaire
Son école primaire terminée, son père décide de l'envoyer à l'École d'enfants de troupe à onze ans. En septembre 1877, il intègre comme caporal le 7e régiment de Ligne. Après avoir été instructeur à l'École des enfants de troupes, il est nommé sous-lieutenant en octobre 1881 et est affecté au 1er régiment de Chasseurs à Pied d'abord à Hasselt puis à Charleroi. Il enseigne ensuite à l'École de pupilles de l'armée à Alost. Il suit les cours de l'École de guerre de 1890 à 1893 et en sort breveté d'état-major. Il est envoyé en stage au 4e régiment de Lanciers, puis en 1894 au bureau des opérations du ministère de la Guerre où il reste pendant quatre ans et est nommé capitaine.
Le contact de la troupe lui manquant, il devient chef de compagnie puis adjudant-major et enfin chef de bataillon du 1er régiment de Chasseurs à Pied de Charleroi en 1906. En mars 1913, il quitte ses amis carolorégiens pour être est affecté avec le grade de lieutenant-colonel au 3e régiment de Chasseurs à Pied à Tournai. Il en prend le commandement fin juin 1914.

### Première Guerre mondiale
Pendant la Première Guerre mondiale, il commande le 3e régiment de Chasseurs à Pied jusqu'en juin 1915. Le 17 octobre 1914, il est fait officier de l'ordre de Léopold par le roi Albert Ier pour sa brillante conduite lors de la deuxième sortie au siège d'Anvers. À deux reprises, il est blessé le 5 octobre 1914 à Kontich par un éclat d'obus et, le 25 octobre 1914, par balle en défendant Pervyze lors de la Bataille de l'Yser.
Le 11 juin 1915, il est nommé général-major et reçoit le commandement de la 5e division d'armée. Le 30 mars 1916, il est promu lieutenant-général. Lors d'une visite aux tranchées, il déclare  au roi Albert Ier : « Je trouve dans le règlement de discipline ma ligne de conduite, puis j'écoute mon cœur. Concilier ces deux choses, c'est réaliser pour moi la justice humaine ».
Le lendemain du décès du lieutenant-général Wielemans, il prend  sa succession le 6 janvier 1917 comme chef d'état-major général de l'armée belge. Le 11 avril 1918, il reprend à sa demande le commandement de son ancienne division, la 5e division d'armée et la mène à la victoire. En octobre 1918, il est intoxiqué par une attaque au gaz.

### Entre-deux-guerres
Après l'Armistice, le 11 novembre 1918, il occupe avec ses troupes la partie nord de la Rhénanie avant d'être nommé en 1920 commandant en chef de l'armée d'occupation belge en Rhénanie. Le 25 mars 1921, il est placé à la tête des forces belges, britanniques et françaises dans la tête de pont de Düsseldorf et Duisburg-Ruhrort.
En décembre 1923, il atteint la limite d'âge de mise à la retraite. Il est toutefois mis à la disposition du ministre de la Défense nationale et participe aux commissions parlementaires.
Le 1er janvier 1927, il est pensionné et vit modestement à Braine-l'Alleud se passionnant pour le jardinage. Il a été inhumé avec sa femme et sa fille au cimetière de Braine-l'Alleud et, sur son mausolée orné de la fourragère, est inscrite l'épitaphe « Ad Alta per Laborem et Officium ».

## Distinctions[4]
- Grand cordon de l'ordre de Léopold (Belgique).
- Grand officier de la Légion d'honneur (France).
- Grand cordon de l'ordre de la Couronne d'Italie.
- Croix de Guerre (Etats-Unis).

## Hommages
Le 1er janvier 1924, il est titré baron par le roi Albert Ier. Le 29 janvier 1937, il a droit à des funérailles nationales à Bruxelles. Dans l'entre-deux-guerres, la caserne de la citadelle de Tournai reçoit le nom de « quartier général Baron-Rucquoy » en l'honneur du colonel commandant le 3e régiment de Chasseurs à Pied en 1914. Plusieurs rues portent son nom respectivement à Anderlecht, Braine-l'Alleud, Tournai, Frasnes-lez-Anvaing et Bourg-Léopold.